# VdB 15
vdB 15 è una brillante nebulosa a riflessione che si trova a circa 2600 anni luce da noi all'interno della nostra galassia, la Via lattea, visibile nella costellazione della Giraffa.
Si individua nella parte più meridionale della costellazione, prossima al confine con Cassiopea e Perseo e può essere osservata anche tramite un telescopio amatoriale non molto potente, grazie alla sua luminosità; si tratta di un grande banco di gas illuminato dalla brillante stella HD 21389, ben visibile anche ad occhio nudo grazie alla sua magnitudine pari a 4,55. HD 21389 è una supergigante blu variabile Alfa Cygni, che ha anche il nome di variabile CE Camelopardalis; assieme alla vicina supergigante HD 21291 e alle stelle circostanti costituisce la parte centrale di un'associazione OB nota come Cam OB1, situata sul bordo esterno del Braccio di Orione a una distanza di circa 2600 anni luce dal sistema solare. A causa dell'intensa radiazione della stella illuminatrice, la nebulosa brilla di una luce blu intensa.
La scia della Via Lattea in questo tratto di cielo appare fortemente oscurata da grandi banchi di polvere interstellare situati entro poche centinaia di anni luce dal Sole; in queste regioni, come pure nel settore di Cam OB1, vi sono attivi dei fenomeni di formazione stellare testimoniati dalla presenza di numerose sorgenti infrarosse e stelle con forti emissioni nell'Hα.